# Olympische Sommerspiele 2012/Teilnehmer (Irland)
| Gelbes Symbol für Goldmedaillen mit stilisierten Olympischen Ringen | Graues Symbol für Silbermedaillen mit stilisierten Olympischen Ringen | Braundes Symbol für Bronzemedaillen mit stilisierten Olympischen Ringen |
| ------------------------------------------------------------------- | --------------------------------------------------------------------- | ----------------------------------------------------------------------- |
| 1                                                                   | 1                                                                     | 3                                                                       |

Irland nahm in London an den Olympischen Spielen 2012 teil. Es war die insgesamt 20. Teilnahme an Olympischen Sommerspielen. Vom Olympic Council of Ireland wurden 65 Athleten in 14 Sportarten nominiert.
Fahnenträgerin bei der Eröffnungsfeier war die Boxerin Katie Taylor.

## Medaillen

### Medaillenspiegel
| Medaillenspiegel Irland |          |                              |                           |                           |        |
| Platz                   | Sportart | Goldmedaille – Olympiasieger | Silbermedaille – 2. Platz | Bronzemedaille – 3. Platz | Gesamt |
| 1                       | Boxen    | 1                            | 1                         | 2                         | 4      |
| 2                       | Reiten   | –                            | –                         | 1                         | 1      |
| Total                   | Total    | 1                            | 1                         | 3                         | 5      |

### Medaillengewinner

#### Gold
| Name         | Sportart | Wettkampf     |
| ------------ | -------- | ------------- |
| Katie Taylor | Boxen    | Leichtgewicht |

#### Silber
| Name           | Sportart | Wettkampf     |
| -------------- | -------- | ------------- |
| John Joe Nevin | Boxen    | Bantamgewicht |

#### Bronze
| Name           | Sportart | Wettkampf             |
| -------------- | -------- | --------------------- |
| Paddy Barnes   | Boxen    | Leicht-Fliegengewicht |
| Michael Conlan | Boxen    | Fliegengewicht        |
| Cian O’Connor  | Reiten   | Springen              |

## Teilnehmer nach Sportarten

### Badminton
| Athleten    | Wettbewerb | Gruppenphase        | Gruppenphase                                | Gruppenphase | Gruppenphase | Achtelfinale  | Achtelfinale  | Viertelfinale | Viertelfinale | Halbfinale    | Halbfinale    | Finale        | Finale        | Rang |
| Athleten    | Wettbewerb | Gegner              | Ergebnis                                    | Punkte       | Rang         | Gegner        | Ergebnis      | Gegner        | Ergebnis      | Gegner        | Ergebnis      | Gegner        | Ergebnis      | Rang |
| ----------- | ---------- | ------------------- | ------------------------------------------- | ------------ | ------------ | ------------- | ------------- | ------------- | ------------- | ------------- | ------------- | ------------- | ------------- | ---- |
| Frauen      |            |                     |                                             |              |              |               |               |               |               |               |               |               |               |      |
| Chloe Magee | Einzel     | H. Hosny Pi Hongyan | 2:0 (21:11, 21:8) 1:2 (21:16, 18:21, 14:21) | 3:2 (95:77)  | 2            | ausgeschieden | ausgeschieden | ausgeschieden | ausgeschieden | ausgeschieden | ausgeschieden | ausgeschieden | ausgeschieden | 17   |
| Männer      |            |                     |                                             |              |              |               |               |               |               |               |               |               |               |      |
| Scott Evans | Einzel     | Lin Dan             | 2:0 (21:17, 21:6)                           | –            | –            | ausgeschieden | ausgeschieden | ausgeschieden | ausgeschieden | ausgeschieden | ausgeschieden | ausgeschieden | ausgeschieden | 17   |

### Boxen
| Athleten       | Wettbewerb                   | 1. Runde               | 1. Runde | Achtelfinale     | Achtelfinale | Viertelfinale           | Viertelfinale | Halbfinale                | Halbfinale     | Finale           | Finale        | Rang   |
| Athleten       | Wettbewerb                   | Gegner                 | Ergebnis | Gegner           | Ergebnis     | Gegner                  | Ergebnis      | Gegner                    | Ergebnis       | Gegner           | Ergebnis      | Rang   |
| -------------- | ---------------------------- | ---------------------- | -------- | ---------------- | ------------ | ----------------------- | ------------- | ------------------------- | -------------- | ---------------- | ------------- | ------ |
| Frauen         |                              |                        |          |                  |              |                         |               |                           |                |                  |               |        |
| Katie Taylor   | Leichtgewicht 57 bis 60 kg   | –                      | –        | Freilos          | Freilos      | Natasha Jonas           | 26:15         | Mawsuna Tschorijewa       | 17:9           | Sofja Otschigawa | 10:8          | Gold   |
| Männer         |                              |                        |          |                  |              |                         |               |                           |                |                  |               |        |
| Paddy Barnes   | Halbfliegengewicht bis 49 kg | –                      | –        | Thomas Essomba   | 15:10        | Devendro Singh Laishram | 23:18         | Zou Shiming               | 15:15 verloren | DNQ              | DNQ           | Bronze |
| Michael Conlan | Fliegengewicht bis 52 kg     | –                      | –        | Duke Micah       | 19:8         | Nordine Oubaali         | 22:18         | Robeisy Ramirez Carrazana | 10:20          | DNQ              | DNQ           | Bronze |
| John Joe Nevin | Bantamgewicht bis 56 kg      | Dennis Ceylan          | 21:6     | Kanat Abutalipow | 15:10        | Óscar Valdez            | 19:13         | Lázaro Álvarez Estrada    | 19:14          | Luke Campbell    | 11:14         | Silber |
| Adam Nolan     | Weltergewicht bis 69 kg      | Carlos Sanchez Estacio | 14:8     | Andrei Samkowoi  | 9:18         | ausgeschieden           | ausgeschieden | ausgeschieden             | ausgeschieden  | ausgeschieden    | ausgeschieden | 9.     |
| Darren O’Neill | Mittelgewicht bis 75 kg      | Muideen Akanji         | 15:6     | Stefan Hartel    | 12:19        | ausgeschieden           | ausgeschieden | ausgeschieden             | ausgeschieden  | ausgeschieden    | ausgeschieden | 9.     |

### Judo
| Athleten     | Wettbewerb       | 1. Runde | 1. Runde | Achtelfinale | Achtelfinale | Viertelfinale | Viertelfinale | Hoffnungsrunde Halbfinale | Hoffnungsrunde Halbfinale | Halbfinale    | Halbfinale    | Hoffnungsrunde Finale | Hoffnungsrunde Finale | Finale        | Finale        | Rang |
| Athleten     | Wettbewerb       | Gegner   | Ergebnis | Gegner       | Ergebnis     | Gegner        | Ergebnis      | Gegner                    | Ergebnis                  | Gegner        | Ergebnis      | Gegner                | Ergebnis              | Gegner        | Ergebnis      | Rang |
| ------------ | ---------------- | -------- | -------- | ------------ | ------------ | ------------- | ------------- | ------------------------- | ------------------------- | ------------- | ------------- | --------------------- | --------------------- | ------------- | ------------- | ---- |
| Frauen       |                  |          |          |              |              |               |               |                           |                           |               |               |                       |                       |               |               |      |
| Lisa Kearney | Klasse bis 48 kg | Freilos  | Freilos  | S. Wu        | 0012-1011    | ausgeschieden | ausgeschieden | ausgeschieden             | ausgeschieden             | ausgeschieden | ausgeschieden | ausgeschieden         | ausgeschieden         | ausgeschieden | ausgeschieden | 9    |

### Kanu

#### Kanurennsport
| Athleten          | Wettbewerb | Vorlauf  | Vorlauf | Halbfinale | Halbfinale | Finale   | Finale | Rang |
| Athleten          | Wettbewerb | Zeit     | Rang    | Zeit       | Rang       | Zeit     | Rang   | Rang |
| ----------------- | ---------- | -------- | ------- | ---------- | ---------- | -------- | ------ | ---- |
| Männer            |            |          |         |            |            |          |        |      |
| Andrzej Jezierski | C-1 200 m  | 41,404 s | 2       | 42,012 s   | 4          | 44,041 s | 1      | 9    |

#### Kanuslalom
| Athleten       | Wettbewerb | Vorlauf  | Vorlauf | Halbfinale | Halbfinale | Finale        | Finale        | Rang |
| Athleten       | Wettbewerb | Zeit     | Rang    | Zeit       | Rang       | Zeit          | Rang          | Rang |
| -------------- | ---------- | -------- | ------- | ---------- | ---------- | ------------- | ------------- | ---- |
| Frauen         |            |          |         |            |            |               |               |      |
| Hannah Craig   | K-1        | 108,99 s | 14      | 116,12 s   | 10         | 127,36 s      | 10            | 10   |
| Männer         |            |          |         |            |            |               |               |      |
| Eoin Rheinisch | K-1        | 89,97 s  | 12      | 153,98 s   | 14         | ausgeschieden | ausgeschieden | 14   |

### Leichtathletik
Laufen und Gehen
| Athleten                                                                                  | Wettbewerb        | Vorlauf      | Vorlauf | Halbfinale    | Halbfinale    | Finale          | Finale          | Rang |
| Athleten                                                                                  | Wettbewerb        | Zeit         | Rang    | Zeit          | Rang          | Zeit            | Rang            | Rang |
| ----------------------------------------------------------------------------------------- | ----------------- | ------------ | ------- | ------------- | ------------- | --------------- | --------------- | ---- |
| Frauen                                                                                    |                   |              |         |               |               |                 |                 |      |
| Joanne Cuddihy                                                                            | 400 m             | 52,09        | 4.      | 51,88         | 5.            | DNQ             | DNQ             | DNQ  |
| Fionnuala Britton                                                                         | 10.000 m          | –            | –       | –             | –             | 31:46,71 min    | 15.             | 15.  |
| Linda Byrne                                                                               | Marathon          | –            | –       | –             | –             | 2:37:13 h       | 65              | 65   |
| Ava Hutchinson                                                                            | Marathon          | –            | –       | –             | –             | 2:37:17 h       | 67              | 67   |
| Caitriona Jennings                                                                        | Marathon          | –            | –       | –             | –             | 3:22:11 h       | 106             | 106  |
| Derval O’Rourke                                                                           | 100 m Hürden      | 12,91        | 3.      | 12,91         | 5.            | DNQ             | DNQ             | DNQ  |
| Stephanie Reilly                                                                          | 3000 m Hindernis  | –            | –       | –             | –             | 9:44,77         | 9.              | 9.   |
| Jessie Barr Claire Bergin Michelle Carey Catriona Cuddihy Joanne Cuddihy Marian Heffernan | 4 × 400-m-Staffel | –            | –       | –             | –             | 2:37,62         | 6.              | 6.   |
| Olive Loughnane                                                                           | 20 km Gehen       | –            | –       | –             | –             | 1:29:39         | 13.             | 13.  |
| Laura Reynolds                                                                            | 20 km Gehen       | –            | –       | –             | –             | 1:31:02         | 20.             | 20.  |
| Männer                                                                                    |                   |              |         |               |               |                 |                 |      |
| Paul Hession                                                                              | 200 m             | 20,69 s      | 5       | ausgeschieden | ausgeschieden | ausgeschieden   | ausgeschieden   | 27   |
| Ciarán Ó Lionáird                                                                         | 1500 m            | 3:48,35 min  | 13      | ausgeschieden | ausgeschieden | ausgeschieden   | ausgeschieden   | 39   |
| Alistair Ian Cragg                                                                        | 5000 m            | 13:47,01 min | 17      | ausgeschieden | ausgeschieden | ausgeschieden   | ausgeschieden   | 31   |
| Mark Kenneally                                                                            | Marathon          | –            | –       | –             | –             | 2:21:13 h       | 57              | 57   |
| Rob Heffernan                                                                             | 20 km Gehen       | –            | –       | –             | –             | 1:20:18 h       | 9               | 9    |
| Brendan Boyce                                                                             | 50 km Gehen       | –            | –       | –             | –             | 3:55:01 h       | 29              | 29   |
| Colin Griffin                                                                             | 50 km Gehen       | –            | –       | –             | –             | disqualifiziert | disqualifiziert | –    |
| Rob Heffernan                                                                             | 50 km Gehen       | –            | –       | –             | –             | 3:37:54 h       | 4               | 4    |

Springen und Werfen
| Athleten     | Wettbewerb     | Qualifikation         | Qualifikation         | Finale        | Finale        | Rang |
| Athleten     | Wettbewerb     | Weite/Höhe            | Rang                  | Weite/Höhe    | Rang          | Rang |
| ------------ | -------------- | --------------------- | --------------------- | ------------- | ------------- | ---- |
| Frauen       |                |                       |                       |               |               |      |
| Deirdre Ryan | Hochsprung     | 1,85 m                | 27                    | ausgeschieden | ausgeschieden | 27   |
| Tori Pena    | Stabhochsprung | kein gültiger Versuch | kein gültiger Versuch | ausgeschieden | ausgeschieden | –    |

### Moderner Fünfkampf
| Athleten      | Fechten | Fechten | Schwimmen   | Schwimmen | Reiten  | Reiten | Combined     | Combined | Punkte | Rang |
| Athleten      | Bilanz  | Punkte  | Zeit        | Punkte    | Zeit    | Punkte | Zeit         | Punkte   | Punkte | Rang |
| ------------- | ------- | ------- | ----------- | --------- | ------- | ------ | ------------ | -------- | ------ | ---- |
| Frauen        |         |         |             |           |         |        |              |          |        |      |
| Natalya Coyle | 19:16   | 856     | 2:19,17 min | 1132      | 72,20 s | 1160   | 12:12,45 min | 2072     | 5220   | 9    |

### Radsport

#### Bahn
Mehrkampf
| Omnium Männer |        |    |    |    |     |          |     |    |          |     |    |     |
| Martyn Irvine | 13,504 | 9. | 47 | 6. | 15. | 4:32,948 | 14. | 9. | 1:04,558 | 11. | 64 | 13. |

#### Straße
| Athleten       | Wettbewerb    | Zeit               | Rang |
| -------------- | ------------- | ------------------ | ---- |
| Männer         |               |                    |      |
| Daniel Martin  | Straßenrennen | 5:46:37 (+0:00:40) | 90   |
| Nicholas Roche | Straßenrennen | 5:46:37 (+0:00:40) | 89   |
| David McCann   | Straßenrennen | 5:46:37 (+0:00:40) | 55   |

### Reiten
| Dressurreiten               |            |        |      |
| Athleten                    | Wettbewerb | Punkte | Rang |
| Anna Merveldt auf Coryolano | Einzel     | 69,772 | 33.  |

| Springreiten                      |            |               |               |               |               |               |               |               |      |
| Athleten                          | Wettbewerb | Qualifikation | Qualifikation | Qualifikation | Qualifikation | Finalrunde    | Finalrunde    | Finalrunde    | Rang |
| Athleten                          | Wettbewerb | Teil 1        | Teil 2        | Teil 3        | ges.          | Jump-Off      | Teil 1        | Teil 2        | Rang |
| Billy Twomey auf Tinka's Serenade | Einzel     | 4             | 8             | dnq           | dnq           | ausgeschieden | ausgeschieden | ausgeschieden | 56.  |
| Cian O’Connor auf Blue Loyd 12    | Einzel     | 0             | 8             | 12            | 20            | 4 46,64 s     | 0             | 1             | 3.   |

| Vielseitigkeit                                                   |            |             |         |               |               |                                  |             |             |      |
| Athleten                                                         | Wettbewerb | Dressur     | Dressur | Cross-Country | Cross-Country | Springen                         | Springen    | Rang        | Rang |
| Athleten                                                         | Wettbewerb | Minuspunkte | Rang    | Minuspunkte   | Rang          | Minuspunkte Qualifikation/Finale | Rang        | Minuspunkte | Rang |
| Aoife Clarke auf Master Crusoe                                   | Einzel     | 48.90       | 32.     | 3.60          | 18.           | 0                                | 1.          | 52,50       | 7.   |
| Mark Kyle auf Coolio                                             | Einzel     | 58,70       | 61.     | 7.20          | 16.           | 10 6/4                           | 15. 26./10. | 75,90       | 21.  |
| Joseph Murphy auf Electric Cruise                                | Einzel     | 55.60       | 53.     | 4.80          | 20.           | 0                                | 1.          | 60,40       | 14.  |
| Michael Ryan auf Ballylynch Adventure                            | Einzel     | 60,20       | 64      | DNF           | DNF           | DNS                              | DNS         | DSQ         | DSQ  |
| Camilla Speirs auf Portersize Just a Jiff                        | Einzel     | 47.60       | 27.     | DNF           | DNF           | DNS                              | DNS         | DSQ         | DSQ  |
| Aoife Clarke Mark Kyle Joseph Murphy Michael Ryan Camilla Speirs | Mannschaft | 152,10      | –       | 15,60         | –             | 6                                | –           | 184,80      | 5.   |

Ursprünglich war Denis Lynch als Einzelstarter im Springreiten nominiert. Nach dem Ausschluss seines geplanten Olympiapferdes Lantinus beim CHIO Aachen 2012 wurde seine Nominierung zurückgezogen. Stattdessen wurde Cian O’Connor nominiert.

### Rudern
| Frauen         |       |         |    |         |    |         |                    |         |              |     |
| Sanita Pušpure | Einer | 7:49,35 | 3. | 7:44,19 | 4. | 7:51,69 | C/D-Halbfinale: 2. | 7:59,77 | C-Finale: 1. | 13. |

### Schießen
| Athleten      | Wettbewerb | Qualifikation | Qualifikation | Finale        | Finale        | Rang |
| Athleten      | Wettbewerb | Ringe         | Rang          | Ringe         | Rang          | Rang |
| ------------- | ---------- | ------------- | ------------- | ------------- | ------------- | ---- |
| Männer        |            |               |               |               |               |      |
| Derek Burnett | Trap       | 116           | 27.           | ausgeschieden | ausgeschieden | 27.  |

### Schwimmen
| Athleten         | Wettbewerb     | Vorlauf          | Vorlauf          | Halbfinale    | Halbfinale    | Finale        | Finale        | Rang |
| Athleten         | Wettbewerb     | Zeit             | Rang             | Zeit          | Rang          | Zeit          | Rang          | Rang |
| ---------------- | -------------- | ---------------- | ---------------- | ------------- | ------------- | ------------- | ------------- | ---- |
| Frauen           |                |                  |                  |               |               |               |               |      |
| Gráinne Murphy   | 800 m Freistil | nicht angetreten | nicht angetreten | –             | –             | ausgeschieden | ausgeschieden | –    |
| Sycerika McMahon | 100 m Brust    | 1:08,80 min      | 8                | ausgeschieden | ausgeschieden | ausgeschieden | ausgeschieden | 26   |
| Melanie Nocher   | 200 m Rücken   | 2:16,29 min      | 7                | ausgeschieden | ausgeschieden | ausgeschieden | ausgeschieden | 34   |
| Männer           |                |                  |                  |               |               |               |               |      |
| Barry Murphy     | 100 m Brust    | 1:01,57 min      | ?                | ausgeschieden | ausgeschieden | ausgeschieden | ausgeschieden | 29   |

### Segeln
Fleet Race
| Athleten                    | Wettbewerb   | Qualifikation | Qualifikation | Medal Race    | Medal Race    | Punkte | Rang |
| Athleten                    | Wettbewerb   | Punkte        | Rang          | Punkte        | Rang          | Punkte | Rang |
| --------------------------- | ------------ | ------------- | ------------- | ------------- | ------------- | ------ | ---- |
| Frauen                      |              |               |               |               |               |        |      |
| Annalise Murphy             | Laser Radial | 34            | 3             | 10            | 5             | 44     | 4    |
| Männer                      |              |               |               |               |               |        |      |
| James Espey                 | Laser        | 313           | 36            | ausgeschieden | ausgeschieden | 313    | 36   |
| Ger Owens Scott Flanigan    | 470er        | 173           | 23            | ausgeschieden | 173           | 23     |      |
| Ryan Seaton Matt McGovern   | 49er         | 149           | 14            | ausgeschieden | ausgeschieden | 149    | 14   |
| Peter O’Leary David Burrows | Starboot     | 75            | 9             | 20            | 10            | 95     | 10   |

### Triathlon
| Athleten        | Wettbewerb | Zeit      | Rang |
| --------------- | ---------- | --------- | ---- |
| Frauen          |            |           |      |
| Aileen Morrison | Einzel     | 2:08:16 h | 43   |
| Männer          |            |           |      |
| Gavin Noble     | Einzel     | 1:49:47 h | 3    |

### Turnen

#### Gerätturnen
| Athleten     | Wettbewerb | Qualifikation | Qualifikation | Finale        | Finale        | Rang |
| Athleten     | Wettbewerb | Punkte        | Rang          | Punkte        | Rang          | Rang |
| ------------ | ---------- | ------------- | ------------- | ------------- | ------------- | ---- |
| Männer       |            |               |               |               |               |      |
| Kieran Behan | Boden      | 13,966        | 53            | ausgeschieden | ausgeschieden | 53   |